# باستوس
باستوس (بالبرتغالية: Bartolomeu Jacinto Quissanga) (23 نوفمبر 1991 بلواندا في أنغولا - ) هو لاعب كرة قدم أنغولي في مركز الدفاع يلعب في النادي الأهلي السعودي، شارك في كأس الأمم الأفريقية 2013. وشارك مع منتخب أنغولا لكرة القدم. أما مع النوادي، فقد لعب مع بترو إتليتيكو ونادي روستوف ونادي لاتسيو و نادي العين السعودي و النادي الأهلي السعودي.

## وصلات خارجية
- باستوس على موقع الاتحاد الأوربي (الإنجليزية)
- باستوس على موقع قاعدة بيانات كرة القدم.إي يو (الإنجليزية)
- باستوس على موقع ناشيونال فوتبول تيمز (الإنجليزية)
- باستوس على موقع Soccerway.com (الإنجليزية)
- باستوس على موقع عالم كرة القدم.نت (الإنجليزية)
- باستوس على موقع AS.com (الإسبانية)